# Leopoldo Peñarroja Centelles
Leopoldo Peñarroja Centelles (Vall de Uxó, Castellón, 1918-1985) fue un poeta, prosista y juez español. 

## Biografía y obra
Después de la Guerra Civil Española estudió Derecho y Filosofía y Letras en la Universidad de Valencia, en la que se licenció en el año 1944. Ejerció como juez Comarcal, de Distrito y de Instrucción en Vall de Uxó, Villarreal, Segorbe, Castellón y Valencia.
Escribió en verso y en prosa, en castellano y en valenciano, prefiriendo normalmente el valenciano para su poesía. Le atrajeron e inspiraron temas como la fuerza vital del paisaje, la relación hombre-Dios y la historia valenciana. Sus poemarios más conocidos son "Tres Àngels" (Tres Ángeles), "Amor" (Amor), "Idil·li nocturn" (Idilio nocturno), "Mans de Nostre Senyor" (Manos de Nuestro Señor), "De la mar i la vida" (Del mar y la vida) y "De la Terra Nostrada" (De la tierra hecha nuestra), que se publicaron en diversas revistas y certámenes, y que se han recogido después en los libros "Del meu sembrat (manoll de poemes en valencià)" y "Antología poética," que fue editada póstumamente por el Ayuntamiento de Vall de Uxó en el año 2003.
Su poesía mereció diversos premios, entre los que destacan diez Flores Naturales de distintos Juegos Florales (La Vall d'Uxó: 1947, 1959; Nules: 1959, 1969; Castellón de la Plana: 1960, 1963; Villarreal, etc).
Su ciudad natal ha decidido darle su nombre al auditorio Leopoldo Peñarroja Centelles, inaugurado en 2016, que cuenta con la sala de conciertos más grande de la provincia de Castellón.